# Kurt’s Bloody Suicide
«Kurt’s Bloody Suicide» (с англ. — «Кровавое самоубийство Курта»; также известен как «Kurt Commits Bloody Suicide» (с англ. — «Курт совершает кровавое самоубийство») и «Kurt Cobain Horror Movies» (с англ. — «Хоррор Курта Кобейна»)) — один из серии короткометражных любительских авангардных фильмов в жанре хоррор с элементами психоделики, снятый будущим фронтменом группы Nirvana Куртом Кобейном в 1984 году (некоторые источники указывают 1982 год) вместе с Дейлом Кровером и Кристом Новоселичем.
По сюжету, персонаж Курта в маске Мистера Ти поклоняется пентаграмме и нюхает кокаин, а после этого показываются случайные снимки жителей из центра родного города Кобейна — Абердина, штат Вашингтон. В конце фильма неизвестные убивают игрушечным ножом собаку, а Курт режет себе шею и запястья на камеру перед тем, как нанести себе несколько ударов ножом в живот. В первоначальной версии фильма не было аудио, однако более новая версия сопровождается саундтреком — музыкой из фильмов и радио-сэмплов, а также большим количеством трэш-метала.
Плёнка попала в руки коллекционеров бутлегов в 1998 году, через 4 года после самоубийства музыканта. С тех пор короткометражка стала ценностью среди поклонников Nirvana, которые стали её называть интригующим названием «Kurt’s Bloody Suicide». После того, как она была опубликована на YouTube под названием «Kurt Cobain Horror Movies», на неё обратили внимание журналисты.

## Сюжет
Фильм открывается размытым крупным планом обожжённой руки. Неизвестный персонаж в маске рестлера и актёра Мистера Ти поклоняется символу сатанизма — пентаграмме, а потом начинает нюхать с тарелки кокаин. После этого момента показываются случайные снимки жителей из центра родного города Курта Абердина, сделанные им же. В последних сценах показывается «убийство» собаки ножом, а также сам Курт, режущий себе шею и запястья и наносящий себе несколько ударов ножом в живот. В самом конце фильма киллер убивает персонажа Дейла Кровера.

## История создания

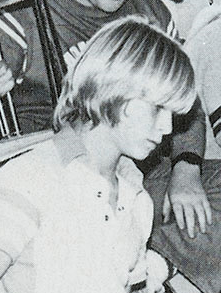
Курт Кобейн в 1981 году

Kurt’s Bloody Suicide и многие другие свои фильмы-«эксперименты» Курт снял со своими друзьями — Дейлом Кровером, будущим барабанщиком группы Melvins, и Кристом Новоселичем, который позднее станет басистом Nirvana.
Различные источники указывают разные даты создания короткометражного фильма — 1982 и 1984 годы. В подростковом возрасте Курт Кобейн снял серию мрачных фильмов на 8-миллиметровую киноплёнку Новоселича Super 8 (некоторые источники указывают, что использовалась семейная камера Кобейнов).
Во многих сценах фильма используется фальшивая кровь и игрушечный нож. По рассказу Дейла Кровера, идея сцены с Мистером Ти развивалась прямо во время съёмки. Оператором был Крист, пока Дейл держал свет. Курт соорудил сатанинский алтарь и сыграл Мистера Ти. Кровер вспоминал, что он управлял пылесосом в сцене с нюханьем кокаина. «Мы собирались сделать больше, но так и не закончили», — сказал он.
Брендан Хант обратил внимание на множество интересных деталей в сценах фильма: например, ползающая черепаха, за которой следует окровавленная рука; статуя, возможно, Девы Марии, образ которой будет использован для афиши одного из концертов Nirvana; Курт, моющий стену, а позднее прыгающий с электрогитарой; кадры странного толстяка; фотография, на которой кто-то мастурбирует людям, проходящим по улице, или чёрная собака, бегущая по улице. Другой поклонник Nirvana, Джейми Ахерн, заметил, что мастурбирующий одет в ту же маску, которую Курт кинул в самом конце клипа на песню «Sliver». Помимо Дейла, Криста и Курта, в видео есть короткие отрывки с изображением Мэтта Лукина и матери Дейла Кровера.
Кобейн заручился поддержкой своего сводного брата Джеймса, чтобы тот помог ему снять Kurt’s Bloody Suicide, в том числе сцены, где Курт имитирует акт самоубийства, делая вид, что порезал запястья краями банки из-под газировки. Впоследствии Джеймс стал профессиональным режиссёром и стал снимать собственные независимые фильмы.
В качестве саундтрека к короткометражке используется музыка из фильмов, радио-сэмплы и музыка жанра трэш-метал. Однако в первоначальной версии кассеты отсутствовало какое-либо аудио. В одном из вариантов ролика играет музыка группы Melvins.

## Дальнейшая судьба
Первым обладателем записи Kurt’s Bloody Suicide после Курта, Криста и Дейла стал Скотти Хайл под псевдонимом «MC Satanic», который получил пленку от Новоселича. Фактическая дата получения им этой записи неизвестна. В 1995 году ещё одну копию, уже от самого Скотти, получает человек по имени Брайан МакКоннелл. Летом 1999 года МакКоннелл продает копию записи Nirvana, сделанной 23 января 1988 года, Джону Эттеру, Майку Зиглеру и Фрэнку Моррису. В конце ленты была прикреплена серия роликов «Horror Movies Package», в которую входил и Kurt’s Bloody Suicide.
В руки бутлегеров запись попала в 1998 году. Бутлег стал продаваться в различных магазинах и распространяться среди фанатов творчества Nirvana и Курта. Чтобы максимально повысить её ценность, фильм называли «Kurt’s Bloody Suicide» («Kurt Commits Bloody Suicide»; ходили слухи, что название придумал сам Кобейн, однако Кровер отверг данную информацию и сообщил о том, что у ленты не было названия). Сейчас лента доступна на видеохостинге YouTube под названием «Kurt Cobain Horror Movies». В 2014 году отрывки из Kurt’s Bloody Suicide вошли в документальный фильм «Курт Кобейн: Чёртов монтаж».

## Восприятие
Когда фильм увидели отец Курта Дон и мачеха Дженни, то они «были обеспокоены Куртом больше, чем когда-либо». В интервью для Чарльза Кросса Дженни сказала: «Это было чем-то странным… чем-то неуравновешенным». Дейл Кровер описал серию фильмов, снятых им, Куртом и Кристом как «трёх парней, трахающихся с камерой».
Сэм Кемп из Far Out Magazine отметил, что Кровер, Новоселич и Кобейн «любят эксперименты» и фильм наполнен «умопомрачительными переходами, а сцены содержат утечки света, сжигания плёнки и негативные выдержки». По мнению Кемпа, в некоторых местах фильм Курта «приобретает жуткость заключительного эпизода фильма Стэнли Кубрика „Космическая одиссея 2001 года“», а в некоторых — это «забавный фарс».
Многие рецензенты, журналисты и биографы Курта обратили внимание на своеобразное пророчество в сцене самоубийства персонажа Кобейна ножом: 5 апреля 1994 года, через 10 лет после съёмки фильма, Курт покончил с собой выстрелом из ружья в своём доме в Сиэтле. Kurt’s Bloody Suicide окрестили «пророчеством», которое предсказал сам Курт.